# ポケットモンスター (2019年のアニメ)
『ポケットモンスター』は、ゲームソフト「ポケットモンスターシリーズ」を原作とするOLM制作の日本のテレビアニメである。テレビ東京系列ほかで2019年11月17日から2023年3月24日まで放送された。『ポケットモンスター サン&ムーン』の続編でアニメ版ポケットモンスターシリーズとしては第7シリーズとなる。通称は「新無印編」。
なお、アニメ版ポケットモンスターのシリーズ作品を示す際は必要に応じ、“1997年から2002年に放送された”『ポケットモンスター』は「PM」、『アドバンスジェネレーション』は「AG」、『ダイヤモンド&パール』は「DP」、『ベストウイッシュ』は「BW」、『サン&ムーン』は「SM」と表記する。また、「XY」は特に記載のない場合は狭義の『XY』と『XY&Z』の2作を示す。

## 概要
サトシを主人公とするポケモンアニメシリーズの第7シリーズ。2019年11月15日に発売されたゲーム『ポケットモンスター ソード・シールド』の舞台であるガラル地方を含む、全ての地方が舞台となっており、それぞれの地方の様々なポケモンも登場する。
タイトルはアニメ『ポケットモンスター』シリーズの第1作目『ポケットモンスター』と同一。無印第1作から『サン&ムーン』までのメインタイトルロゴの色は緑色となっていたが、本作は『キミにきめた!』および『みんなの物語』と同じ青色のタイトルロゴが採用された。
過去のアニメシリーズはアニメ放送と同時期に発売された本編ゲームをベースにしていたが、本作は『ソード・シールド』をベースとせず、独自のアニメオリジナル作品となる。これは少子化や前作からの放送時間変更などの環境変化にポケモンというゲーム自体やそれのカードや玩具などといった色々なコンテンツが対応していることに鑑みて、アニメも方向転換して原点に立ち返り、自由な発想で制作することになったためである。それに伴い、劇中では『ソード・シールド』に登場していないポケモンも登場しているが、『ソード・シールド』以降に登場したポケモンやキャラクター、スマホロトム、キョダイマックス、同作のBGMアレンジ、レイドバトルといった要素はストーリーに組み込まれている。
日曜時代は視聴者が必ずしも毎週家に居られる訳では無く、連続するストーリーを欠かさず視聴するのは難しいという考えから、ストーリーは基本的に1話完結方式となる。金曜日に枠移動した後は一話完結方式ではない話も放送されるようになった。また、これまでのシリーズと違い、ショートストーリー2本立てという形で放送されることがある。
第1話ではまだピチューだった頃のピカチュウを描いた全ての始まりの物語が描かれた。
カントー地方・クチバシティに新しく出来たポケモン研究所である「サクラギ研究所」が冒険の拠点となり、サクラギ研究所のリサーチフェローとして住み込みでポケモンの様々な生態を調査することが本シリーズの大きな目的となる。本作はダブル主人公となっており、サトシに加えて、新キャラクターのゴウがもう一人の主人公として登場する。ストーリーは基本的にサトシとゴウを軸とし（コハルやロケット団が中心となる回もある）、リサーチフェローの仕事などで各地方に赴き、現地のポケモンと出会い冒険やバトルなどを行う。第6話以降はゴウが出会い頭にポケモンをゲットする展開もよく描かれる。第12話・第13話の回を発端として、第18話以降はポケモンワールドチャンピオンシップス内のポケモンバトルも描かれるようになる。第42話から第45話ではガラル地方が舞台の「ソード・シールド編」が放送された。
第1話ではサトシがピカチュウを貰うシーンが一部描かれており、第2話でサトシの部屋にカントー地方からアローラ地方で手に入れたバッジやトロフィーが置いてあることや、ピカチュウが前作で覚えたエレキネットを使用していることから、前作最終回でアローラ地方から帰還後のストーリーである。
演出面ではモンスターボールがポケモンにヒットした際に『Pokémon GO』および『Let's Go! ピカチュウ・Let's Go! イーブイ』と同様、「Good!」などの音声が入るようになった。また、ゴウは出会い頭にボールを投げる手法を取り、ポケモン同士を戦わせた後にボールを投げるという行為は殆ど行わない。
第3話から第132話と第136話はミニコーナーとして松丸亮吾出演・千本木彩花ナレーションによるおまけコーナー「ひらめきゲット! Let's ポケなぞ!!」が放送されている。エンディング前にイラスト付きのクイズを出し、エンディング後に答えを発表する。クイズの答えはその回に登場するポケモンかその回のメインとなるポケモンとなっている（但し初期や第136話では本編の開始前に出題している）。第139話から第147話ではクイズの答えがパルデア地方のポケモンになっている。第133話から第135話、第137話から第138話までは「愛と真実の悪を貫くロケット探検団」というミニコーナーに変更され、パルデア地方に潜入したロケット団がパルデア地方のポケモンをゲットしようする内容のミニアニメになっており、ニャオハとホゲータとクワッスとコライドンとミライドンが先行登場している。
次回予告は『ベストウイッシュ』および『XY/XY&Z』に準じた形式となっており、「さぁ、次の冒険へ!」（サトシ）「ゴー!」（ゴウ）の台詞と共にサトシとゴウがモンスターボールを投げる専用の映像から次回の映像に繋がる。また、最後のピカチュウの台詞は毎回異なっている（稀に他のポケモンが締めを取る場合もある）。一部の回ではロケット団が次回予告を担当しており、その場合は冒頭でムサシとコジロウがロケット・ガチャットのボールで同様の動作を行うシーンが挿入され、最後にはソーナンスの台詞が入る。
以下のように俳優や芸能人がゲスト出演することもある。
- 第1話、第8話：飯豊まりえ
- 第7話、第14話：足立梨花
- 第20話：霜降り明星（せいや、粗品）
- 第26話：春日俊彰（オードリー）
- 第46話：市村正親
- 第47話：3時のヒロイン（福田麻貴、ゆめっち、かなで）
- 第48話：千鳥（大悟、ノブ）
- 第54話：福地桃子
- 第57話：ゆりやんレトリィバァ
- 第61話：生田絵梨花、松村沙友理（共に当時・乃木坂46、ユニット「からあげ姉妹」としても活動）
- 第97話：あばれる君

『月刊コロコロコミック』2019年12月号から2021年11月号まで穴久保幸作の『ポケットモンスター』と交代する形で五味まちとによるコミカライズ版が連載された。第80話までの一部の回を、漫画版独自の展開を含みつつ描いている。単行本では『ポケットモンスター 〜サトシとゴウの物語!〜』というタイトルが表示されている。

### 沿革

#### 本編
2019年9月1日にタイトルおよび概要が明らかとなり、テレビ東京系列で放送予定であることが発表された。同年9月29日に登場キャラクターと放送開始日、メインスタッフが発表された。
2019年11月10日に直前特番『飯豊まりえと行く!アニメ『ポケットモンスター』の世界!〜アニポケ徹底解説スペシャル〜』が放送された。
番組初回となる2019年11月17日に拡大生放送スペシャルとして放送された。
2020年10月9日より、テレビ東京系列と奈良テレビでの放送枠が日曜18:00 - 18:30から金曜18:55 - 19:25に移動。前作『サン&ムーン』の中期以来、2年ぶりにゴールデンタイムでの放送となった。
2021年7月2日に、総集編を兼ねた『ポケットモンスター 夏休み直前1時間スペシャル!』が放送された。
2022年11月11日に放送された第132話ではサトシがマスターズトーナメントで優勝する様子が描かれ、渋谷スクランブル交差点の大型ビジョンではこれを報道するニュース速報のような映像が流され、話題を呼んだ。
2022年12月16日放送の第136話をもって本編は最終回を迎えた。その翌週には『ポケットモンスター 遥かなる青い空』という特別編が放送された。

#### めざせポケモンマスター
2022年12月16日の放送で発表され、第137話以降で展開されているサトシとピカチュウの物語の最終章である。第136話以前の設定を引き継いでいるが、中心となるストーリーや登場キャラクターは異なっている。
「ポケモンマスター」とは何なのかという、サトシとピカチュウが一つの答えを見つける物語となっている。
サブタイトルやアイキャッチも第136話以前のフォーマットを踏襲しているが、次回予告は一部変更され、冒頭の専用映像が削除されて直接本編の映像から始まる形式となり、BGMも『PM』と同じく「めざせポケモンマスター」のインストゥルメンタル版に変更、予告の終盤では『XY』までで用いられた「みんなもポケモン、ゲットだぜ！」の台詞が再び使用されている（最終話の予告を除く）。ミニコーナーは第137話・第138話のみ「愛と真実の悪を貫くロケット探検団」、第139話以降は「ひらめきゲット! Let's ポケなぞ!! パルデア編」を放送している。
従来のテレビシリーズとは異なり、放送期間はゲームの発売時期ではなく、一般的なテレビの改編時期に合わせられている。
2023年3月24日放送の第147話（シリーズ全体では第1240話）を以て、1997年4月から始まったサトシとピカチュウの物語は26年の歴史に幕を下ろし、次回作『ポケットモンスター (第8シリーズ)』には『PM』から本作までの登場人物（ジョーイを除く）が一切登場しない。最終話のエンドクレジットは『BW』までの「NEXT TIME… A NEW BEGINNING!」に戻された。
公式は「今回の発表をいつ、どのような形でお伝えするべきか、番組としても非常に苦慮しましたが、サトシとゴウの物語におけるひとつのゴールを見届けていただいた上でお伝えしたいと思い、本日の発表となりました」とコメントを発表した。

### 日本国外での題名
- 英語：Pokémon Journeys: The Series
- 韓国語：포켓몬스터 W

## 反響

### 日本
ポケモン公式ツイッターで次回作のティザーイラストが公開されると、ツイートから1時間で5万8000の「いいね」がつき、「サトシが引退って思ったより心に来るな。寂しいよ。お疲れ様でした。今までありがとう」「サトシ主人公引退は感慨深い」といった500件を超えるコメントが寄せられた。この他、ネット上では「サトシ引退かよ…」「ポケットモンスターになるのかな？寂しいな…ポケモンと言えばサトシだったのに」「ピカチュウってテレビ東京の顔じゃないの？大丈夫　寂しいな」「えっ、サトシが引退？？新主人公？？？？？？？」などと嘆く声や衝撃を受ける声が多く上がった。また、「サトシ引退か25年間お疲れ様！私が幼稚園の時から今にかけて応援してた。色んな所でもポケモンマスターとして頑張って欲しい」「引退じゃないです！アニメのカメラが変わるだけなのでサトシはあの世界でずっと現役です！」などサトシの今後の活躍に期待を寄せる声も上がった。
サトシ役の松本梨香は自身のTwitterで「マサラタウンから旅だった時とずっと変わらずにサトシはみんなの心のそばにいる。約束…いつでもいっしょだぜ！」とし、「サトシの冒険はまだまだ続く…つづくったらつづく」と視聴者に伝えている。
タレント・歌手で子供の頃からのファンであり、劇場版で何度かゲスト声優を務めるなどしてポケモンに深い関わりを持つ中川翔子は自身のTwitterで「リアルタイムで見てたサトシとピカチュウの冒険のはじまりを思い出すと大人になって人生そのもの、だったような感覚」とし、「不思議だしありがとうでいっぱい」と感謝を記した。
同じくポケモン好きで知られ、タレントで『SM』にヌイコグマ役で準レギュラー出演した藤田ニコルは自身のTwitterで「サトシの事で今日は頭いっぱい。沢山の感動と勇気をありがとう」とサトシへの感謝の気持ちを示した。
千葉県知事の熊谷俊人は自身のTwitterで「娘が真剣な顔で近づいてきて、『ビッグニュースがある。ポケモンのサトシが引退する』と。思わず『マジで!?』と言ってしまいました」と告白し、「子どもにとってもポケモン＝サトシだったようですね。話は違いますが、ドラえもんの声優が変わった時、私も前提が崩れるような驚きがありましたが、今は馴染んでいるように、新たな主人公のポケモンも、いずれは自然に、新たな魅力を作り出すのでしょうか。いずれにせよ確かにビッグニュースです」と綴った。

### 海外
日本のみならず海外でも主人公交代を惜しむ声が上がり、Twitterでは「主人公交代」「サトシ引退」「新主人公」などポケモン関係のワードが多くトレンド入りし、このうち「サトシ引退」が世界トレンド1位となった。
アメリカ
日本と同様に主人公交代を悲しんだりサトシから諦めない心を学んだと感謝する声が多い一方で、「サトシは全ての採用担当が従業員に求めている存在になった。25年分の経験を持った10歳児だ」「主人公が代わることを嘆いているポケモンファンを見ているデジモンファンたち『初めてかい？』」「子供の頃、私とサトシはどっちも10歳だったのに、なんで彼は同じ見た目なのに私は髪を失ったんだ？」などとジョークを交えたコメントをしたファンも多く見られた。
ニュースサイト「デイリー・ビースト」は2022年12月20日に「サトシの声はポケモンに涙の別れを告げる」と題して、2006年より英語版でサトシの吹き替えをしているサラ・ナトチェニーへのインタビューを掲載した。ナトチェニーは「アッシュが引退することは私は13日に知り、16日に公式発表されたので、心を整理する時間がありました。それに19歳からずっと声を担当してきたので、物語の流れとして、何となくアッシュのストーリーは完結するのかなと感じていました。だから、13日に電話で伝えられた時はショックでした」「番組がスタートした時、私は11歳だったので、アッシュとほぼ同い年です。だから、声を担当する前からファンで、本当にアッシュとともに一緒に育ちました。最初は吹き替えがヘタだったけど、何年もかけてどんどんよくなりました。アッシュも私も一緒に大人になりました。終わるのは悲しいですが、最もクリエイティブな日本のプロデューサーの判断なので、新しい主人公もエキサイティングな旅をすると信じています」とインタビュー内で語っている。インタビューを受ける前の12月16日には自身のTwitterで「アッシュ・ケッチャムの声を17年間担当できたことを誇りに思います。彼の最終章の先にどのようなものが待っていようと、彼は世代を超えて永遠に私たちの心にいる。彼を存在させ続けるために、私はできる限りのことをします」と綴り、翌17日のツイートではこれまでポケモンと歩んできた道を振り返る動画を公開した。最初にサトシの吹き替えを担当したヴェロニカ・タイラーも自身のTwitterでサトシが想いを語るような動画を公開している。
米公共放送「NPR」は、この出来事を「一つの時代の終わり」と表現した。2023年1月27日に番組『It’s Been A Minute』内で、前述のサラ・ナトチェニーとオンラインメディア「ヴァイス」の記者であり日本文化批評家のデクスター・トーマスとポケモンに関する著書を持ち、主に日本のアニメを配信する米国のストリーミングサービス「クランチロール」でライターを務めるダニエル・ドッケリーをゲストに招き、インタビューを行った。ナトチェニーは「悲しいですよね。本当に悲しいです。誰かが死んでしまったような感じでした……」「アッシュとは17年一緒にいます。アッシュを演じることが自分の生活の一部でなくなるというのは、本当に衝撃的で、とても変な感じです。数週間この仕事から離れているので慣れてきましたが、たくさん泣きました」と述べた。
韓国
検索ポータルサイト「NAVER」では「ジウ 降板」「ポケモン 新シリーズ」「ポケモン 新キャラ」といった関連ワードがランクインしたまた、アニメの解説や考察を行うYouTubeチャンネルは相次いでこの話題を取り上げ、「新シリーズがどのようになるのか？」「ジウとピカチュウが再び登場する機会はあるのか？」といった推測などが語られ、コメント欄にはサトシとピカチュウの物語が最終章を迎えることを惜しんだり労ったりする声、新シリーズに対する不安や期待が多く書き綴られた。他には「幼稚園の頃からポケモンを見始めて、遂にジウがチャンピオンになったが、自分は30歳になった。全シリーズ、全話見たけど本当に面白い」といったコメントも見受けられた。

## あらすじ

### シーズン1
カントー地方のとある場所にピチューが棲んでいた。一人ぼっちであったピチューだが、ある時、ガルーラ親子に出会い共に暮らすようになる。一方、オーキド博士のキャンプにコハルと共にやってきたゴウはふとしたことからミュウを目撃し、いつかミュウをゲットすることを誓う。やがてピチューとガルーラの子供は大きくなっていき、ピチューは親のガルーラに負担がかかっていることを悟り、別れることを決意。ある夜、ガルーラ親子が寝ている際に彼女らの元を離れたピチューは直後にピカチュウへと進化し、どこかへ旅立っていった。そして4年後にサトシと運命の出会いを果たすことになる。
長い時を経て、アローラ地方から帰ったサトシとピカチュウはオーキド博士に誘われ、クチバシティにあるサクラギ研究所のオープニングセレモニーに同行する。セレモニーの最中、珍しいポケモンの出現をサクラギ博士が予測し、サトシは出現したルギアを追いかけている際にゴウと出会う。そして、サトシとゴウがルギアに乗って自然を巡った際のことを聞いたサクラギ博士は2人をリサーチフェローに任命し、新たな生活と冒険が始まった。
そしてガラル地方に赴いた際にダンデと出会ったことでサトシも新たな目標を定め、「ポケモンマスターになることと、チャンピオン・ダンデとのバトルを目指す」サトシと、「全てのポケモンをゲットする」ゴウ、2人の物語が展開する。

### シーズン2（めざせポケモンマスター）
マスターズトーナメントでダンデを下して優勝したサトシは、ゴウやコハルと別れ、ピカチュウと共に風の吹くまま、気の向くままに冒険を続けていた。そんな中でサトシは傷ついたラティアスに遭遇する。かつて共に旅をしたカスミやタケシとも再会し、3人で旅を続けるが、ラティアスはその旅の一部始終を見守っていた。
やがて旅を終えてマサラタウンに帰還したサトシはシゲルに「チャンピオンになったキミは、どこまでポケモンマスターに近づけたのかな？」と問いかけられる。
長きに渡って追いかけ続けた夢「ポケモンマスター」の答えをサトシは見出すことができるのか。

## 登場人物
- 既存キャラクター
  - 前作から引き続きサトシ、サトシのピカチュウ、ロケット団3人組、オーキド博士、ハナコらが登場しており、過去シリーズのキャラクターがゲスト出演することもある。一部のキャラクターに関してはキャラクターデザインが変更されている。
  - サトシとピカチュウはスピンオフを除きシリーズ本編に登場していたが本作では第32話以降、話によっては登場しなかったり、回想やイメージのみの登場となる場合がある。
  - ロケット団3人組は『BW』以降と同様に毎回は登場しなくなり、『SM』と同様に初登場は第3話からとなった。また、前作まではソーナンス以外のポケモンはその地に赴いた際に入手したポケモンを使用していたが、本作では後述のロケット・ガチャットから借りたポケモンを使用している。
  - 『めざせポケモンマスター』ではカスミとタケシがレギュラーとして復帰している。
- 新キャラクター
  - 新主人公としてゴウ、仲間としてコハルとサクラギ博士といったアニメオリジナルキャラクターが登場する[2][41][8][8]。
  - ジョーイ、ジュンサーのデザインや声優は『BW』・『XY』・『SM』同様一新された。回によってはDP以前のデザインの者も登場するが、声優は全て本作の声優が兼任する。

以下の人物・団体は個別項目を参照。
メインキャラクター
- サトシ - 松本梨香
  - ピカチュウ - 大谷育江
  - バリヤード - うえだゆうじ
  - サトシのポケモン (テレビアニメ第7シリーズ)
  - サトシのポケモン (サン&ムーン)
  - サトシのポケモン (XY)
  - サトシのポケモン (ベストウイッシュ)
  - サトシのポケモン (ダイヤモンド&パール)
  - サトシのポケモン (アドバンスジェネレーション)
  - サトシのポケモン (ジョウト編)
  - サトシのポケモン (カントー・オレンジ諸島編)

- ゴウ - 山下大輝
  - ヒバニー→ラビフット→エースバーン - 林原めぐみ
  - サルノリ - 武田華
  - ゴウのポケモン

- コハル - 花澤香菜
  - イーブイ - 真堂圭

- カスミ - 飯塚雅弓
- タケシ - うえだゆうじ

ロケット団
- ムサシ - 林原めぐみ
  - ソーナンス - うえだゆうじ

- コジロウ - 三木眞一郎
  - モルペコ - 大谷育江

- ニャース - 犬山イヌコ

準メインキャラクター
- サクラギ博士 - 中村悠一
  - ワンパチ - 犬山イヌコ

- キクナ - 千本木彩花
- レンジ - 観世智顕
- ジョーイ - 真堂圭
- ジュンサー - 清水理沙

かつての仲間
- ケンジ - 関智一
- ヒカリ - 豊口めぐみ
- アイリス - 悠木碧
- デント - 宮野真守
- セレナ - 牧口真幸
- シトロン - 梶裕貴
- ユリーカ - 伊瀬茉莉也
- リーリエ - 真堂圭
- カキ - 石川界人
- マオ - 上田麗奈
- スイレン - 菊地瞳
- マーマネ - 武隈史子

ライバル
- シゲル - 小林優子
- シンジ - 古島清孝
- アラン - 小野賢章
- グラジオ - 岡本信彦
- トキオ - 高垣彩陽

家族
- ハナコ - 豊島まさみ
- アヤコ - 津村まこと
- ルザミーネ - 木下紗華
- モーン - 斉藤次郎
- クルネ - 根谷美智子
- イクオ - 増田隆之
- トメ - 吉沢希梨
- ヨシノ - 櫻井智
- ソウタ - 植田千尋

プロジェクト・ミュウ
- ホダカ博士 - 西嶋陽一
- ツルギ - 神谷浩史
- アサヒ - 白石涼子

その他のキャラクター
- オーキド博士 - 堀内賢雄
- スマホロトム - 堀内賢雄（サトシ）、マリナ・アイコルツ（ゴウ）、浪川大輔（コハル）、三木眞一郎（シゲル）、大谷育江（ロケット団）
- ミュウ - 山寺宏一
- ラティアス - 真堂圭
- ジムリーダー
- 四天王・チャンピオン

## 用語

### 本作独自の用語

#### ポケモンワールドチャンピオンシップス
世界最強のトレーナーを決める大会。第18話の描写では参加選手は10000人以上いることが確認されている。第12話ではガラル地方のシュートスタジアムで開催された決勝戦でワタルとダンデがバトルした。
ルール
大会内でのポケモンバトルは場所を問わず、審判の立ち合いの下でポケモンバトルを行う。主にドローンロトムが審判を務めるが、マスターズトーナメントのレギュレーションが適用される試合では人間が審判を担当する。
スーパークラスまでは選手同士が対面するとその場で試合を行うかを選択できる。ハイパークラス以上だと試合会場と出場選手が自動で設定され、事前に通知が選手へと送られる。
メガシンカ、Zワザ、ダイマックスは1試合につき、いずれか一つを一度だけ使用可能。サトシとダンデとのバトルでは、ダンデの提案をチャンピオンシップスの運営本部が承認したことにより、使用制限が解除された。
クラス
ポケモンワールドチャンピオンシップスの選手の称号。ノーマルクラス、スーパークラス、ハイパークラス、マスタークラスが存在する。基本的にバトルは同じクラスの選手のみで行われる。
ノーマルクラス
最低クラス。順位が1000位以下の選手の称号。どんな地位にいようと選手としてデビューした時はこのクラスから始めることになる。
スーパークラス
順位が100位から999位までの選手の称号。
ハイパークラス
順位が9位から99位までの選手の称号。このクラスの最上位、すなわち9位に入った選手はマスタークラスの選手と対決できる入れ替え戦への出場権を得られ、勝利すればマスタークラスに昇格できる。
マスタークラス
最高クラス。順位が1位から8位までの選手の称号。マスターズエイトとも呼ばれる。
クラスマッチのシーズン終了後にはマスタークラスの選手同士によるマスターズトーナメントを行い、頂点を決める。

順位
ポケモンワールドチャンピオンシップス内のバトルを1度でもすれば付けられるもの。順位はバトル後に変動され、勝利すれば上がり、敗北すれば下がるが、引き分けなら変動無しとなる。上記のようにある程度バトルに勝利して順位を上げれば上のクラスに昇格できる。
選手一覧
サトシ
| クラス   | 順位   | 話数    |
| -------- | ------ | ------- |
| ノーマル | 3763位 | 第18話  |
| ノーマル | 1512位 | 第20話  |
| ノーマル | 1021位 | 第36話  |
| スーパー | 921位  | 第25話  |
| スーパー | 901位  | 第30話  |
| スーパー | 890位  | 第33話  |
| スーパー | 930位  | 第34話  |
| スーパー | 415位  | 第51話  |
| スーパー | 381位  | 第51話  |
| スーパー | 273位  | 第58話  |
| スーパー | 184位  | 第58話  |
| ハイパー | 99位   | 第65話  |
| ハイパー | 64位   | 第77話  |
| ハイパー | 36位   | 第86話  |
| ハイパー | 15位   | 第99話  |
| ハイパー | 9位    | 第104話 |
| マスター | 8位    | 第109話 |
キバナ
| クラス   | 順位    | 話数    |
| -------- | ------- | ------- |
| マスター | 7位     | 第27話  |
| マスター | 8位     | 第27話  |
| ハイパー | 9位以下 | 第109話 |
サイトウ
| クラス   | 順位  | 話数   |
| -------- | ----- | ------ |
| スーパー | 751位 | 第34話 |
| スーパー | 193位 | 第39話 |
| ハイパー | 30位  | 第84話 |
アイリス
| クラス   | 順位 | 話数    |
| -------- | ---- | ------- |
| スーパー | 不明 | 第65話  |
| マスター | 7位  | 第109話 |
オーバ
| クラス   | 順位 | 話数    |
| -------- | ---- | ------- |
| マスター | 7位  | 第100話 |
| マスター | 8位  | 第100話 |
| ハイパー | 不明 | 第109話 |
その他
| クラス   | 選手     | 順位   |
| -------- | -------- | ------ |
| マスター | ダンデ   | 1位    |
| マスター | シロナ   | 2位    |
| マスター | ダイゴ   | 3位    |
| マスター | ワタル   | 4位    |
| マスター | カルネ   | 5位    |
| マスター | アラン   | 6位    |
| ハイパー | ドラセナ | 12位   |
| ハイパー | デンジ   | 27位   |
| ハイパー | マリィ   | 29位   |
| スーパー | コロミ   | 895位  |
| スーパー | トニー   | 不明   |
| スーパー | ゲンバ   | 不明   |
| スーパー | リント   | 不明   |
| ノーマル | コルニ   | 1001位 |
| ノーマル | ハシバ   | 1024位 |
| ノーマル | ビスケス | 2109位 |
| ノーマル | セイヤ   | 不明   |
| ノーマル | ロブ     | 不明   |

#### その他
サクラギ研究所
本作の拠点。第2話でクチバシティに新設されたポケモン研究所。
元は古い屋敷であったのをサクラギ博士が購入した。
サクラギ宅からは離れた場所にあり、コハルとワンパチは朝にサクラギ博士が運転する自動車で出向する。
リサーチフェロー
様々な地方に赴き、その地のポケモンを調査分析する役職。
第2話でサトシとゴウがサクラギ博士より任命された。コハルはリサーチフェローではないものの、稀ながら調査に参加している。
第136話でサトシとゴウの引退に伴い、コハルが正式に就任した。
サクラギパーク
ポケモン保護施設。サトシやゴウが捕獲したポケモンはこの施設で生活している。

スクール
コハルとゴウが通っている学校。ゴウはテストの日を除いて幾ど登校していない。
生徒に関しては錨がデザインされた制服を着用している。手持ちポケモンは「ガーデン」という遊具のある場所に預けておくという決まりがある。

ロケット・ガチャット
ロケット団3人組（ムサシ・コジロウ・ニャース）が本作でポケモンを使う状況で使用するカプセルトイ風の機械。
中にはロケット団専用のポケモンが入ったモンスターボールが入っており、コインスロットとハンドルが付いている。自動走行機能が付いている。
ムサシとコジロウが呼び出すことで本部のペリッパーが飛んできて、その口からロケット・ガチャットを落とす。使用時はコイン代わりにニャースの小判をスロットに差し込み、ハンドルを回して中のボールを取り出す。
どのボールが出てくるかはランダムであり、基本的には1個もしくは2個しか出ない。ボールにはそのポケモンの使用技が書かれた紙も一緒に入っている。
強力なポケモンから実力の読めないポケモン、一つの技しか覚えていないポケモン、同種類が2体出ることなどもあり、出てくるボールのランダム性と相まって滑稽な一面も見せている。
また、小判が多ければ更に回すことが可能（リージョンフォームの場合でもOK）だが、ニャイキングのように小判の大きさが合わないと回せない場合もある。
第49話ではボールが詰まって出なかったため、代わりにペリッパーがバトルした。
第58話ではペリッパーがガチャットで遊び、ゴクリンのボールが大量に出て騒動になった。
レイドバトル
1匹のポケモンに複数のトレーナー・ポケモンが挑むバトル。
第2話では5人のトレーナー・5匹のポケモンがルギア1匹にバトルを仕掛けており、第14話ではサトシやゴウ、他3名の5人で巨大ゴルーグを相手にバトルした。第40話ではサトシ、ゴウ、ムサシ、コジロウがサンダーとバトルし、第45話ではサトシとゴウがザシアンやザマゼンタと協力してムゲンダイナとの決戦に挑んだ。第102話ではプロジェクト・ミュウのトライアルミッションとしてゴウ、シゲル、トキオ、サトシがフリーザーとバトルしている。
プロジェクト・ミュウ
全てのポケモンの遺伝子を持つ幻のポケモンミュウの本格探索研究プロジェクトチーム。リーダーはホダカ博士。博士の推薦でこのプロジェクトに参加することができ、ゴウはオーキド博士に推薦された。
推薦された候補者には「エントリーミッション」という課題が出され、ゴウは第71話でこれに合格し正式メンバーとなった。正式メンバーには「トライアルミッション」という課題が出され、個人で選んで挑戦できる課題や全員参加の課題が存在する。
ミッションの条件を満たすと「トークン」と呼ばれるポイントが1つ還元される。ミッションの攻略状況次第で「チェイサー」の称号を得て、ミュウ探索ミッションへの参加が許される。ツルギとアサヒはチェイサーの権利を得ており、残りはトライアルミッションにてトークンを多く獲得した上位3名にのみ付与される。
なお、第三者によるメンバーへのアシストは一部のミッションを除いて認可されている。
第113話で全てのトライアルミッションが終了し、その時点で上位に入っていたシゲル、トキオ、ゴウの3名がチェイサーに就任。
第133話と第134話でマスターズトーナメント決勝戦と同時期に「さいはてのことう」での現地調査を実施し、ミュウとの接触に成功。調査の終了後、プロジェクトはしばらく休止となり、アサヒとツルギがチェイサーへの残留を決めている。
メンバー一覧
ゴウ
| 順位 | 獲得トークン | 合計トークン | 話数    |
| ---- | ------------ | ------------ | ------- |
| 不明 | 1            | 1            | 第80話  |
| 不明 | 1            | 2            | 第88話  |
| 不明 | 3            | 5            | 第102話 |
| 7    | 2            | 7            | 第110話 |
| 3    | 3            | 10           | 第113話 |
シゲル
| 順位 | 獲得トークン | 合計トークン | 話数    |
| ---- | ------------ | ------------ | ------- |
| 不明 | 1            | 不明         | 第68話  |
| 不明 | 4            | 不明         | 第102話 |
| 1    | 3            | 12           | 第110話 |
| 1    | 3            | 15           | 第113話 |
トキオ
| 順位 | 獲得トークン | 合計トークン | 話数    |
| ---- | ------------ | ------------ | ------- |
| 不明 | 4            | 不明         | 第102話 |
| 3    | 3            | 8            | 第110話 |
| 2    | 3            | 11           | 第113話 |
シュンヤ
| 順位 | 獲得トークン | 合計トークン | 話数    |
| ---- | ------------ | ------------ | ------- |
| 3    | 1            | 8            | 第110話 |
| 不明 | 0            | 8            | 第113話 |
ライラ
| 順位 | 獲得トークン | 合計トークン | 話数    |
| ---- | ------------ | ------------ | ------- |
| 2    | 1            | 9            | 第110話 |
| 不明 | 0            | 9            | 第113話 |

### 本編ゲームにもある用語
ここでは本作独自の設定について述べる。
スマホロトム
本作におけるポケモン図鑑。スマートフォンにロトムが入り込んだことで誕生した。これまでのシリーズ同様、ポケモンの説明だけでなく、建物や施設の説明、さらにゲットしたポケモンを一覧にする機能が追加された。またスマートフォンなので通話も可能である他にポケモンワールドチャンピオンシップスの情報も提示する。
サトシとゴウがそれぞれ持つ赤のスマホロトムは第3話、コハルが持つピンクのスマホロトムは第49話より登場。ロケット団も第12話からは黒いスマホロトムを所持しているが、こちらはポケモンの基本説明だけで「以下省略」と大雑把な解説しかしない図鑑らしからぬ一面や、投げやりで態度が悪い部分が目立つ。この他にも各話においてゲストキャラクターが各自所有しており、一般に普及していることが窺える。
ロトム図鑑
前作『サン&ムーン』に登場したポケモン図鑑。図鑑にロトムが入り込んだことで誕生した。再びアローラに訪れたサトシと再会したが、スマホロトムから「図鑑機能しか能がない」と言われて怒った。
キョダイマックス
赤い光を浴びて急にキョダイマックスしてしまったり、キョダイマックスしても慣れていないとまともに戦えない描写がある。

## スタッフ
前作からスタッフ・役職が一部交代しており、前作まで一貫して総監督を務めた湯山邦彦はクリエイティブスーパーバイザーとなり、前作の監督であった冨安大貴が総監督に昇格。第117話まで務めた後、第118話からは役職名が前作と同じ監督に変更された。監督には同じく前作の副監督であった小平麻紀が就任し、第54話まで担当。第55話からは『XY』『サン&ムーン』の演出を手がけ、劇場版『みんなの物語』・『ココ』で副監督を務めた大和田淳に交代。第117話まで務めた後、第118話からは役職名が副監督に変更された。キャラクターデザインおよび総作画監督は安田周平が単独で担当し、撮影監督は折笠裕子から鈴木大倫、音楽は宮崎慎二から林ゆうきに交代。シリーズ構成は「無印」での使用以来となる「シリーズコンストラクション」名義で米村正二が担当する。前作まで存在した企画は本作で廃止された。
『めざポケ』では湯山邦彦が『SM』以来に総監督を務め、シリーズコントラクションは『DP』から『XY』までシリーズ構成を務めた冨岡淳広が担当するなどの変更がある。また音楽は引き続き林ゆうきが務めているが音響監督の三間雅文の意向で宮崎慎二による『サン&ムーン』以前の音楽の使用が多くなっている。
- 原案 - 田尻智、増田順一、杉森建
- スーパーバイザー - 石原恒和
- アソシエイトプロデューサー - 鈴木英里子（第1話 - 第65話）→大日向俊（第66話 - 第147話）
- 掲載 - 小学館、コロコロコミック、別冊コロコロコミック、コロコロイチバン!、ポケモンファン、てれびくん、ベビーブック、幼稚園、学習幼稚園、小学一年生、ちゃお、ぷっちぐみ
- クリエイティブスーパーバイザー（第1話 - 第136話） - 湯山邦彦
- シリーズコンストラクション - 米村正二（第1話 - 第136話）→冨岡淳広（第137話 - 第147話）
- アニメーションコーディネーター - 吉川兆二、坂本鼓太郎[注 14]
- キャラクターデザイン - 安田周平
- 総作画監督 - 安田周平（第1話 - 第136話、第142話）、山崎玲愛（第137話 - 第141話、第143話 - 第147話）
- 美術監督 - 武藤正敏
- 色彩設計 - 吉野記通
- 撮影監督 - 鈴木大倫
- 編集 - 野川仁
- 現像 - IMAGICA→東京現像所
- 主題歌プロデュース - 佐野弘明、毛谷村伸也
- 音響監督 - 三間雅文
- 音楽 - 林ゆうき
- 音響効果技師 - 神保大介、小山健二（スワラ・プロ、サウンドボックス）
- 音楽協力 - テレビ東京ミュージック
- 協力 - ジェイアール東日本企画
- アニメーションプロデューサー - 加藤浩幸
- プロデューサー - 關口彩香、田中茂裕（第1話 - 第39話）→八田紳作（第40話 - 第92話）→工藤雄介（第93話 - 第147話）、根岸智也（第1話 - 第85話）→中内麻友（第86話 - 第136話）→田口秀一（第137話 - 第146話）
- 副監督（第118話 - 第136話） - 大和田淳
- 監督 - 小平麻紀（第1話 - 第54話）→大和田淳（第55話 - 第117話）→冨安大貴（第118話 - 第147話）
- 総監督 - 冨安大貴（第1話 - 第117話）→湯山邦彦（第137話 - 第147話）
- 設定協力 - GAME FREAK inc.、The Pokémon Company
- 原案協力 - 大森滋
- キャラクター設定 - 松島賢二、松宮稔展、中津井優、林千尋、西野弘二
- キャラクター原案 - 吉田宏信、久我絵理佳、安藤絵美、大村祐介、阿部杏子、ありがひとし、金子智美、藤原基史、橘髙文美恵、にしだあつこ、橋本美咲、コザキユースケ、ジェイムスターナー、江尾可奈子、前田咲子、鶴田沙綾、山本裕輝、竹、海野隆雄、網、伊藤博人、水谷恵、菜花健作、市川春子、すべての『ポケットモンスター』シリーズのキャラクター原案スタッフ
- アニメポケモンデザイン - 一石小百合、安田周平、毛利和昭、松原徳弘、山崎玲愛、香月麻衣子、中矢利子、田島瑞穂、片山美和、坂田愛子
- ナレーション - 堀内賢雄
- 一部原曲・作曲 - 増田順一、一之瀬剛、足立美奈子（第13話 - 第147話）、景山将太（第138話）、佐藤仁美（第138話）、青木森一（第139話）
- 一部音楽・作曲 - 宮崎慎二（第25話、第37話、第45話、第65話、第68話、第74話 - 第76話、第84話、第89話、第95話、第96話、第103話 - 第105話、第108話、第111話、第112話、第115話、第117話、第118話、第120話、第122話、第125話、第129話 - 第132話、第136話、第138話 - 第147話）、たなかひろかず（第118話、第147話）、coba（第146話）
- 音響プロデューサー - 南沢道義、西名武
- 番組宣伝 - 大江繭子（第1話 - 第114話）→塩塚優香（第115話 - 第147話）（テレビ東京）、青木美希穂（第64話 - 第147話）
- 制作担当 - 久米村誠（第93話 - 第147話）
- 制作デスク - 久米村誠（第12話 - 第92話）→鈴木隆太郎（第93話 - 第136話）→吉田昌平（第137話 - 第147話）
- 設定制作 - 鈴木隆太郎（第1話 - 第47話、第66話）、平沼花観（第25話 - 第65話、第67話 - 第147話）
- アニメーション制作 - OLM TEAM KATO
- 製作 - テレビ東京、MEDIANET、ShoPro

## 主題歌

### オープニングテーマ
第136話までのオープニングはまふまふが手がけた「1・2・3」を様々なアーティストが歌い繋ぐ形式となっている。
| 話数    | 曲名                                     | プロデュース                | 作詞     | 作曲           | 編曲                         | 歌手                                                 | 備考 |
| ------- | ---------------------------------------- | --------------------------- | -------- | -------------- | ---------------------------- | ---------------------------------------------------- | --- |
| 1-31    | 1・2・3                                  | -                           | まふまふ | まふまふ       | まふまふ                     | After the Rain （そらる×まふまふ）                   | 第1話ではエンディングテーマとして使用された。一部シーンは本編からの流用で毎回変更されるが、ガラル地方が舞台となる話ではザシアンとザマゼンタが登場するシーンで固定されている。第40話では挿入歌として使用。 |
| 32-49   | 1・2・3                                  | まふまふ                    | まふまふ | まふまふ       | まふまふ、田中秀和（MONACA） | 西川くんとキリショー （西川貴教×鬼龍院翔）           | 前回のオープニングでほぼ毎回流れていたダイジェストが廃止され、前作までのオープニングと同様に今後の話を示唆するシーンを流すようになった。第47話では挿入歌として使用。                                      |
| 50-99   | 1・2・3                                  | まふまふ                    | まふまふ | まふまふ       | APAZZI、Akira Sunset         | からあげ姉妹 （生田絵梨花×松村沙友理 from 乃木坂46） | タイトルが最後に表示されるのは「V(ボルト)」以来となる第57話と第63話と第67話では挿入歌として使用。 |
| 100-136 | 1・2・3                                  | まふまふ                    | まふまふ | まふまふ       | 田中秀和                     | サトシ＆ゴウ （CV:松本梨香＆山下大輝）               | 第107話では挿入歌として使用。第136話ではエンディングテーマとして使用された。 |
| 137-147 | めざせポケモンマスター -with my friends- | 田中ユウスケ (agehasprings) | 戸田昭吾 | たなかひろかず | 立崎優介 田中ユウスケ        | サトシ（松本梨香）                                   | オープニング映像はこれまでのシリーズのダイジェストを中心に構成されているが、一部のシーンは原曲のオープニング映像をリメイクしている。次々とポケモンが表示されるシーンは毎回変更される。                    |

### エンディングテーマ
| 話数                        | 曲名                     | 作詞                                         | 作曲               | 編曲               | 歌手                                                                  | 備考 |
| --------------------------- | ------------------------ | -------------------------------------------- | ------------------ | ------------------ | --------------------------------------------------------------------- | --- |
| 2-70                        | ポケモンしりとり         | パソコン音楽クラブ                           | パソコン音楽クラブ | パソコン音楽クラブ | ポケモン音楽クラブ （増田順一/パソコン音楽クラブ/ポケモンキッズ2019） | 歴代エンディングの中で最も長い期間使用された。ポケモンの名前が出てきて、しりとりの順に並んでいる。第2話から第19話・第40話からの隔週は1番（ピカチュウ→ミュウVer.）、第20話から第39話・第41話からの隔週は2番（ミュウ→ザマゼンタVer.）になっている。YouTubeではオリジナル映像付のフルバージョンが視聴可能。 |
| 71-135                      | バツグンタイプ           | パソコン音楽クラブ、ポケモンタイプ相性覚え隊 | パソコン音楽クラブ | パソコン音楽クラブ | ポケモン音楽クラブ （増田順一/パソコン音楽クラブ/ポケモンキッズ2021） | ポケモンのタイプ相性に関する歌詞が特徴。ノンクレジットだが、マリナ・アイコルツも参加。話ごとに歌詞と映像が変更される。「ポケモンしりとり」に次いで長く使用されたエンディングであり、テレビ東京系列の本放送では後述の差し替えにより歴代最長となっている。                                                 |
| 48-54                       | ふしぎなふしぎな生きもの | 岡崎体育                                     | 岡崎体育           | 野村陽一郎         | トータス松本                                                          | テレビ東京系列の本放送時のみ使用。2020年長編映画『劇場版ポケットモンスター ココ』のメインテーマでもある。 |
| 137-138、 140-142、 144 146 | ひゃくごじゅういち       | 戸田昭吾                                     | たなかひろかず     | 渡部チェル         | 石塚運昇                                                              | PM カントー編のエンディングテーマで、映像も当時のものを流用。 |
| 139                         | タケシのパラダイス       | 戸田昭吾                                     | たなかひろかず     | たなかひろかず     | タケシ（うえだゆうじ）                                                | 同じく金銀編のエンディングテーマで、映像も当時のものを流用。 第145話では挿入歌としても使用。 |
| 143                         | ラプラスにのって         | 川村久仁美                                   | たなかひろかず     | たなかひろかず     | カスミ（飯塚雅弓） ラプラス（愛河里花子）                             | 同じくオレンジ諸島編のエンディングテーマで、映像も当時のものを流用。 |
| 145                         | 前向きロケット団!        | 戸田昭吾                                     | たなかひろかず     | たなかひろかず     | ロケット団（ムサシ、コジロウ、ニャース）                              | 同じく金銀編のエンディングテーマで、映像も当時のものを流用。 |
| 147                         | タイプ:ワイルド          | 戸田昭吾                                     | たなかひろかず     | たなかひろかず     | 松本梨香                                                              | 同じくカントー編からオレンジ諸島編にかけてのエンディングテーマで、映像も当時のものを流用（図鑑の画面部分は『めざせポケモンマスター』の場面に差し替え）。 |

### 挿入歌
| 話数           | 曲名                                  | 作詞                                     | 作曲           | 編曲           | 歌手                                     | 備考                                                                                         |
| -------------- | ------------------------------------- | ---------------------------------------- | -------------- | -------------- | ---------------------------------------- | -------------------------------------------------------------------------------------------- |
| 26             | I LOVE コイキング                     | コイキンGO                               | コイキンGO     | コイキンGO     | コイキンGO                               | ポケモンだいすきクラブのオリジナルソング。 YouTubeにてオリジナルのフルバージョンが視聴可能。 |
| 26 97          | どないやねん ヤドン                   | ヤードンズ                               | ヤードンズ     | ヤードンズ     | ヤードンズ                               | ポケモンだいすきクラブのオリジナルソング。 YouTubeにてオリジナルのフルバージョンが視聴可能。 |
| 95 145         | ニャースのバラード                    | 戸田昭吾                                 | たなかひろかず | たなかひろかず | ニャース （犬山イヌコ）                  |                                                                                              |
| 95 106 145 147 | ロケット団 団歌                       | ロケット団（ムサシ、コジロウ、ニャース） | たなかひろかず | 渡部チェル     | ロケット団（ムサシ、コジロウ、ニャース） |                                                                                              |
| 132            | めざせポケモンマスター                | 戸田昭吾                                 | たなかひろかず | たなかひろかず | 松本梨香                                 | ピカチュウレコード移籍後は、唯一原曲版が使用された。                                         |
| 142            | おやすみ ぼくのピカチュウ -2017 ver.- | 戸田昭吾                                 | たなかひろかず | Saku           | 松本梨香                                 |                                                                                              |

## 各話リスト
放送日は全てテレビ東京系列のもの。話数はポケモン公式YouTubeチャンネル の見逃し配信から。
| 話数   | サブタイトル                                       | 脚本     | 絵コンテ                   | 演出       | 作画監督                                                                                             | 初放送日        |
| ------ | -------------------------------------------------- | -------- | -------------------------- | ---------- | --- | --------------- |
| 第1話  | ピカチュウ誕生！                                   | 吉田玲子 | 浅田裕二                   | 牧野吉高   | 一石小百合 太田都 吉野真一                                                                           | 2019年 11月17日 |
| 第2話  | サトシとゴウ、ルギアでゴー！                       | 米村正二 | 小平麻紀                   | 中田誠     | 村田理                                                                                               | 11月24日        |
| 第3話  | フシギソウってフシギだね？                         | 米村正二 | 樋口香里                   | 堀内良平   | 森口弘之 森悦史 浅田真里 松岡秀明 中田亜希子 池田早香                                                | 12月1日         |
| 第4話  | 行くぜガラル地方！ヒバニーとの出会い!!             | 赤尾でこ | 中田誠                     | 高木啓明   | 高橋優 高木麻穂                                                                                      | 12月8日         |
| 第5話  | カビゴン巨大化!?ダイマックスの謎!!                 | 藤咲淳一 | 尼野浩正                   | 野田泰宏   | 新城真                                                                                               | 12月15日        |
| 第6話  | ポケモン大量ゲットだぜ！ミュウへの道!!             | 米村正二 | 浅田裕二                   | 浅田裕二   | 岩根雅明 志村泉                                                                                      | 12月22日        |
| 第7話  | 激闘のホウエン地方！挑戦バトルフロンティア!!       | 赤尾でこ | 齋藤徳明                   | 村田尚樹   | 加藤祐子 大川駿                                                                                      | 12月29日        |
| 第8話  | 負けるなポッチャマ！シンオウ地方の流氷レース!!     | 土屋理敬 | 尼野浩正                   | ウヱノ史博 | 篠原隆                                                                                               | 2020年 1月12日  |
| 第9話  | あの日の誓い！ジョウト地方のホウオウ伝説!!         | 待田堂子 | でんさおり                 | でんさおり | 酒井裕未 柳原好貴                                                                                    | 1月19日         |
| 第10話 | カイリューの楽園、ハクリューの試練！               | 宮田由佳 | 樋口香里                   | 牧野友映   | 岡昭彦 重松しんいち                                                                                  | 1月26日         |
| 第11話 | コハルとワンパチと、時々、ゲンガー                 | 松井亜弥 | 斉藤徳明                   | 牧野吉高   | 八田木瀧 広岡トシヒト                                                                                | 2月2日          |
| 第12話 | ダイマックスバトル！最強王者ダンデ!!               | 米村正二 | 浅田裕二                   | 浅田裕二   | 岩根雅明 志村泉                                                                                      | 2月9日          |
| 第13話 | サトシ対ダンデ！最強への道!!                       | 米村正二 | 毛利和昭                   | 毛利和昭   | 山崎玲愛                                                                                             | 2月16日         |
| 第14話 | 初イッシュ地方！遺跡でレイドバトル!!               | 冨岡淳広 | 尼野浩正                   | 徐恵眞     | 新城真 夏目久仁彦 升谷有希                                                                           | 2月23日         |
| 第15話 | 雪の日、カラカラのホネはどこ？                     | 吉田玲子 | 野田泰宏                   | 野田泰宏   | 土信田和幸 山縣亜紀 河野仁美                                                                         | 3月1日          |
| 第16話 | 呪われたサトシ…！                                  | 面出明美 | 中田誠                     | 中田誠     | 大西雅也                                                                                             | 3月8日          |
| 第17話 | ヒバニー、炎のキック！明日に向かって!!             | 赤尾でこ | 齋藤徳明                   | ウヱノ史博 | 篠原隆                                                                                               | 3月15日         |
| 第18話 | サトシ参戦！ポケモンワールドチャンピオンシップス！ | 冨岡淳広 | 浅田裕二                   | 浅田裕二   | 岩根雅明 志村泉                                                                                      | 3月22日         |
| 第19話 | ワタシはメタモン！                                 | 宮田由佳 | 尼野浩正                   | 村田尚樹   | 高木麻穂 酒井裕未 鈴木敦 野村美妃 新岡浩美                                                           | 3月29日         |
| 第20話 | 夢へ向かってゴー！サトシとゴウ!!                   | 米村正二 | 齋藤徳明                   | 小柴純弥   | 八田木瀧                                                                                             | 4月5日          |
| 第21話 | とどけ波導！サトシと不思議なタマゴ!!               | 松井亜弥 | 樋口香里                   | 牧野吉高   | 柳原好貴                                                                                             | 4月12日         |
| 第22話 | さよなら、ラビフット！                             | 赤尾でこ | 尼野浩正                   | 野田泰宏   | 山崎玲愛 武内啓 海老沢咲希 坂田愛子                                                                  | 4月19日         |
| 第23話 | 大パニック！サクラギパーク！                       | 土屋理敬 | 齋藤徳明                   | 中田誠     | 大西雅也                                                                                             | 6月7日          |
| 第24話 | 休め！ロケット団！                                 | 面出明美 | 浅田裕二                   | 浅田裕二   | 岩根雅明 志村泉                                                                                      | 6月14日         |
| 第25話 | 命爆発バトルフェス！VSメガルカリオ!!               | 冨岡淳広 | 尼野浩正                   | 村田尚樹   | 蒼依ふたば 岡昭彦 高橋優 武内啓 柳原好貴 大西雅也                                                    | 6月21日         |
| 第26話 | はねろ！コイキングかぶれ！ヤドキング               | 藤咲淳一 | 樋口香里 湯山邦彦 冨安大貴 | ウヱノ史博 | 篠原隆 海老沢咲希                                                                                    | 6月28日         |
| 第27話 | 英雄伝説！ダンデ最強バトル!!                       | 米村正二 | 齋藤徳明                   | 又野弘道   | 新城真 升谷有希                                                                                      | 7月5日          |
| 第28話 | めそめそメッソン                                   | 土屋理敬 | 齋藤徳明                   | 小柴純弥   | 武内啓 志村泉 柳原好貴                                                                               | 7月12日         |
| 第29話 | パチパチやきもち！ワンパチのきもち                 | 松井亜弥 | 浅田裕二                   | 浅田裕二   | 岩根雅明 志村泉                                                                                      | 7月19日         |
| 第30話 | いやいやピカチュウ、やれやれバリヤード             | 吉田玲子 | 尼野浩正                   | 高木啓明   | 山崎玲愛 武内啓                                                                                      | 7月26日         |
| 第31話 | ヒンバスのきれいなウロコ                           | 面出明美 | 齋藤徳明                   | 中田誠     | 大西雅也                                                                                             | 8月2日          |
| 第32話 | セレビィ 時を超えた約束                            | 米村正二 | 樋口香里                   | ウヱノ史博 | 篠原隆                                                                                               | 8月9日          |
| 第33話 | ポケモン交換しませんか？                           | 宮田由佳 | 尼野浩正                   | 門田英彦   | 谷澤泰史 kwon yong sang gimu take yong                                                               | 8月16日         |
| 第34話 | 孤高の戦士サイトウ！オトスパスの脅威!!             | 冨岡淳広 | 浅田裕二                   | 浅田裕二   | 岩根雅明 志村泉                                                                                      | 8月23日         |
| 第35話 | ピカチュウ、ゲットだぜ!!                           | 面出明美 | 尼野浩正                   | 小柴純弥   | 酒井裕未 武内啓 大西雅也 野村美妃 柳原好貴 海老沢咲希 坂田愛子                                       | 8月30日         |
| 第36話 | サトシとゴウ、砂地獄から這い上がれ！               | 土屋理敬 | 齋藤徳明                   | 田辺慎吾   | 新城真 升谷有希                                                                                      | 9月6日          |
| 第37話 | ただいま、はじめましてアローラ！                   | 松井亜弥 | 冨安大貴                   | 中田誠     | 高橋優 海老沢咲希                                                                                    | 9月13日         |
| 第38話 | 奇跡の復活、化石のポケモン！                       | 藤咲淳一 | 齋藤徳明                   | 牧野友映   | 水野隆宏 永山恵 平田雄三                                                                             | 9月20日         |
| 第39話 | サトシ対サイトウ！攻略たこがため!!                 | 冨岡淳広 | 浅田裕二                   | 浅田裕二   | 岩根雅明 志村泉                                                                                      | 9月27日         |
| 第40話 | VSサンダー！伝説レイドバトル!!                     | 赤尾でこ | 尼野浩正                   | 野田泰宏   | 柳原好貴 武内啓                                                                                      | 10月9日         |
| 第41話 | ピカチュウアテレコ大作戦！半分、ヌマクロー。       | 赤尾でこ | 湯山邦彦 樋口香里          | 牧野吉高   | 柳原好貴 岡昭彦                                                                                      | 10月16日        |
| 第42話 | ソード＆シールドⅠ「まどろみの森」                  | 米村正二 | 齋藤徳明                   | ウヱノ史博 | 篠原隆                                                                                               | 10月23日        |
| 第43話 | ソード＆シールドⅡ「ブラックナイト」                | 土屋理敬 | 齋藤徳明                   | 門田英彦   | 谷澤泰史 kwon yong sang                                                                              | 10月30日        |
| 第44話 | ソード＆シールドⅢ「ムゲンダイナ」                  | 米村正二 | 樋口香里                   | 又野弘道   | 新城真 升谷有希                                                                                      | 11月6日         |
| 第45話 | ソード＆シールドⅣ「最強の剣と盾」                  | 土屋理敬 | 尼野浩正                   | でんさおり | 山崎玲愛 柳原好貴 野村美妃 スタジオマスケット                                                        | 11月13日        |
| 第46話 | バトル＆ゲット！ミュウツーの復活                   | 米村正二 | 冨安大貴                   | 浅田裕二   | 岩根雅明 志村泉 山崎玲愛 柳原好貴 酒井裕末 高星祐平                                                  | 11月20日        |
| 第47話 | ポケモンチャンピオン！大食い王決定戦!!             | 宮田由佳 | 尼野浩正                   | 野田泰宏   | 大西雅也                                                                                             | 11月27日        |
| 第48話 | ほぼほぼピカチュウ危機一髪！                       | 赤尾でこ | 樋口香里                   | 葛西良信   | さとう沙名栄 佐々木彩香 斎藤和也 永田有香 rere cerberus suwarin promjutikanon chotanan pipobworachai | 12月4日         |
| 第49話 | コハルと不思議な不思議なイーブイ！                 | 松井亜弥 | 齋藤徳明                   | 中田誠     | 柳原好貴 武内啓                                                                                      | 12月11日        |

放送休止
- 2020年
  - 1月5日は年末年始特別編成のため休止。
  - 12月18日は『新作ポケモン映画公開記念 ミュウツーの逆襲 EVOLUTION』（17:55 - 19:56）の地上波初放送のため本編は休止。
  - 12月25日は『ポケットモンスター クリスマスSP「バトル&ゲット!ミュウツーの復活」』（18:25 - 18:55）放送のため本編は休止[注 20]。

| 話数    | サブタイトル                                           | 脚本       | 絵コンテ   | 演出                | 作画監督 | 初放送日       |
| ------- | ------------------------------------------------------ | ---------- | ---------- | ------------------- | --- | -------------- |
| 第50話  | ガラルの化石！がっちゃんこ!!                           | 藤咲淳一   | 尼野浩正   | ウヱノ史博          | 篠原隆 | 2021年 1月8日  |
| 第51話  | カモネギ 大いなる試練！                                | 冨岡淳広   | 浅田裕二   | 浅田裕二            | 岩根雅明 志村泉 | 1月15日        |
| 第52話  | 農業体験！ディグダはどこだ!?                           | 柿原優子   | 齋藤徳明   | 門田英彦            | 谷澤泰史 kwon yong sang | 1月22日        |
| 第53話  | 伝説ゲット!?水の守護神スイクンを探せ!!                 | 冨岡淳広   | 齋藤徳明   | 田辺慎吾            | 新城真 升谷有希 | 1月29日        |
| 第54話  | メッソン・イン・ポッシブル！                           | 宮田由佳   | 尼野浩正   | 興満録助            | 荒井怜子 山縣クリカ 松本勝次 | 2月5日         |
| 第55話  | 君とルミナスメイズの森の物語                           | 柿原優子   | 齋藤徳明   | いわもとやすお      | 新岡浩美 | 2月12日        |
| 第56話  | 四天王ガンピ！騎士道の館!!                             | 土屋理敬   | 浅田裕二   | 浅田裕二            | 岩根雅明 志村泉 | 2月19日        |
| 第57話  | 恋はコダック                                           | 面出明美   | 尼野浩正   | 小柴純弥            | 大西雅也 倉員千晶 | 2月26日        |
| 第58話  | パニック！ゴクリン球!!カモンカムカメカメレース！       | 赤尾でこ   | 湯山邦彦   | ウヱノ史博          | 篠原隆 | 3月5日         |
| 第59話  | 迷子のサルノリ！トレーナーは誰だ!?                     | 米村正二   | 樋口香里   | 水本葉月            | さとう沙名栄 佐々木彩香 永田有香 柳原好貴 酒井裕末 大西雅也 倉員千晶 新岡浩美 rere cerberus suwarin promjutikanon chotanan pipobworachai | 3月12日        |
| 第60話  | めざせネギマスター！つらぬけ騎士道!!                   | 冨岡淳広   | 齋藤徳明   | 野田泰宏            | 山崎玲愛 柳原好貴 | 3月19日        |
| 第61話  | まるっとおまかせ！プラスルマイナン便利屋さん!!         | 藤咲淳一   | 尼野浩正   | 又野弘道            | 新城真 升谷有希 | 4月9日         |
| 第62話  | じめじめジメレオン                                     | 米村正二   | でんさおり | 興満録助            | 荒井怜子 山縣クリカ 松本勝次 | 4月16日        |
| 第63話  | 挑戦！ポケモンマリンアスレチック!!                     | 松井亜弥   | 浅田裕二   | 浅田裕二            | 岩根雅明 志村泉 | 4月23日        |
| 第64話  | 嫌われたアブソル                                       | 柿原優子   | 尼野浩正   | 門田英彦            | 谷澤泰史 kwon yong sang | 4月30日        |
| 第65話  | ドラゴンバトル！サトシVSアイリス!!                     | 冨岡淳広   | 齋藤徳明   | 高木啓明            | 香月麻衣子 倉員千晶 | 5月7日         |
| 第66話  | フラベベの白い花                                       | 宮田由佳   | 湯山邦彦   | 武田秀樹            | 荒井怜子 松本勝次 矢田木瀧 | 5月14日        |
| 第67話  | 容疑者ピカチュウ!?                                     | 土屋理敬   | 尼野浩正   | ウヱノ史博          | 篠原隆 | 5月21日        |
| 第68話  | ゴウにライバル!?ミュウへの道!!                         | 米村正二   | 齋藤徳明   | 牧野吉高            | 山崎玲愛 柳原好貴 | 5月28日        |
| 第69話  | はじめてのおつかい見守りたいっ！                       | 赤尾でこ   | 尼野浩正   | 小柴純弥            | 大西雅也 小山知洋 | 6月4日         |
| 第70話  | おねがい！モルペコゲットして!!                         | 面出明美   | 浅田裕二   | 浅田裕二            | 岩根雅明 志村泉 | 6月11日        |
| 第71話  | レッツゴー！プロジェクト・ミュウ!!                     | 米村正二   | 齋藤徳明   | 野田泰宏            | 山崎玲愛 柳原好貴 | 6月18日        |
| 第72話  | 地下迷宮シャッフルパニック!?                           | 土屋理敬   | 齋藤徳明   | 牧野吉高            | 岡昭彦 | 6月25日        |
| 第73話  | ピカチュウ隊長！進めタイレーツ!!                       | 面出明美   | 齋藤徳明   | 大和田麗衣          | 斎藤香 倉員千晶 田口広一 小山知洋 | 7月16日        |
| 第74話  | ダークライ真夏の夜の夢                                 | 土屋理敬   | 齋藤徳明   | 中田誠              | 新岡浩美 倉員千晶 志村泉 海老沢咲希 | 7月23日        |
| 第75話  | クレセリア真夏の夜の光                                 | 土屋理敬   | 高木啓明   | 高木啓明            | 斎藤香 元廣和恵 倉員千晶 小山知洋 | 7月30日        |
| 第76話  | ゼンリョク！アローラ無人島レース!!                     | 柿原優子   | 清水聡     | ウヱノ史博          | 篠原隆 | 8月13日        |
| 第77話  | 超電磁ハイパークラスバトル！                           | 冨岡淳広   | 浅田裕二   | 浅田裕二            | 岩根雅明 志村泉 | 8月20日        |
| 第78話  | 狙われたサクラギ研究所！                               | 赤尾でこ   | 尼野浩正   | 興満録助            | 荒井怜子 山縣クリカ 松本勝次 | 8月27日        |
| 第79話  | 月と太陽、コハルとハルヒ                               | 松井亜弥   | 齋藤徳明   | 又野弘道            | 新城真 升谷有希 | 9月3日         |
| 第80話  | トライアルミッション！ウルガモス黄金の鱗粉!!           | 米村正二   | 尼野浩正   | 小柴純弥            | 大西雅也 小山知洋 山崎玲愛 | 9月10日        |
| 第81話  | 激突!?青ポケマニア！                                   | 宮田由佳   | 齋藤徳明   | 門田英彦            | 谷澤泰史 kwon yong sang | 9月17日        |
| 第82話  | マホイップの甘〜いバトル!?                             | 面出明美   | 尼野浩正   | ウヱノ史博          | 篠原隆 | 10月1日        |
| 第83話  | お星さまになったピィ                                   | 柿原優子   | 樋口香里   | han young hoon      | jo hejung kim jin gi 柳原好貴 | 10月8日        |
| 第84話  | ルカリオナイト！メガ島大冒険!!                         | 冨岡淳広   | 齋藤徳明   | 興満録助            | 山縣クリカ 松本勝次 柳原好貴 倉員千晶 | 10月22日       |
| 第85話  | ライバル対決！サトシVSサイトウ!!                       | 冨岡淳広   | 尼野浩正   | 小柴純弥            | 志村泉 新岡浩美 | 10月29日       |
| 第86話  | メガシンカVSキョダイマックス                           | 冨岡淳広   | 浅田裕二   | 浅田裕二            | 岩根雅明 志村泉 | 11月5日        |
| 第87話  | 氷の女王とグレイシア                                   | 松井亜弥   | 松井亜弥   | 古川晟              | 大西雅也 伊藤京子 | 11月12日       |
| 第88話  | トライアルミッション！深海潜水調査団!!                 | 米村正二   | 齋藤徳明   | 又野弘道            | 新城真 升谷有希 | 11月19日       |
| 第89話  | ディアルガ＆パルキア！時空大異変!!                     | 米村正二   | 齋藤徳明   | 牧野吉高            | 倉員千晶 稲手遥香 阿見圭之介 | 12月3日        |
| 第90話  | ディアルガ＆パルキア！時空大決戦!!                     | 米村正二   | 尼野浩正   | 高木啓明            | 山崎玲愛 柳原好貴 酒井裕未 | 12月10日       |
| 第91話  | ゴースト列車、出発だよ…                                | 赤尾でこ   | 矢嶋哲生   | ウヱノ史博          | 篠原隆 | 12月17日       |
| 第92話  | ゲンガー頑張る！キョダイマックスへの道!!               | 赤尾でこ   | 尼野浩正   | 山本貴之            | 柳原好貴 小山知洋 | 12月24日       |
| 第93話  | 君の名はフランソワーズ                                 | 宮田由佳   | 齋藤徳明   | 武田秀樹            | 松本勝次 志村泉 柳原好貴 トップギア wang zheng ye                                                                                        | 2022年 1月14日 |
| 第94話  | ヘラクロスロス、恋するカイロス                         | 土屋理敬   | 尼野浩正   | 門田英彦            | 谷澤泰史 kwon yong sang | 1月21日        |
| 第95話  | サラバ！さすらいのロケット団！                         | 米村正二   | 浅田裕二   | 浅田裕二            | 岩根雅明 志村泉 | 1月28日        |
| 第96話  | 宇宙にとどけ！デンリュウの光!!                         | 面出明美   | 齋藤徳明   | 又野弘道            | 新城真 升谷有希 | 2月4日         |
| 第97話  | ヤドキング！カレーなる遭遇!!                           | 柿原優子   | 野田泰宏   | 野田泰宏            | 大西雅也 倉員千晶 | 2月11日        |
| 第98話  | ポケモンサーカス！ブースターとサンダース               | 柿原優子   | 齋藤徳明   | ウヱノ史博          | 篠原隆 | 2月18日        |
| 第99話  | スパイクタウンのマリィ！                               | 冨岡淳広   | 矢嶋哲生   | 牧野吉高            | 新岡浩美 山崎玲愛 | 2月25日        |
| 第100話 | 密着！ダンデのスペシャルトレーニング!!                 | 土屋理敬   | 尼野浩正   | 小柴純弥            | 志村泉 柳原好貴 伊藤京子 大西雅也 | 3月4日         |
| 第101話 | スティック一本、バチンキー！                           | 宮田由佳   | 齋藤徳明   | 武田秀樹            | 山縣クリカ 志村泉 王振興 暁・火鳥動画制作集団 趙杰 張金浩                                                                                | 3月11日        |
| 第102話 | トライアルミッション！氷結のレイドバトル!!             | 米村正二   | 樋口香里   | 佐々木純人          | 五十嵐俊介 南伸一郎 Kプロダクション | 3月18日        |
| 第103話 | サトシとシトロン！友情大特訓!!                         | 冨岡淳広   | 齋藤徳明   | 又野弘道            | 新城真 升谷有希 | 4月1日         |
| 第104話 | ハイパークラス！VS四天王ドラセナ!!                     | 冨岡淳広   | 尼野浩正   | 興満録助            | 大西雅也 倉員千晶 新岡浩美 | 4月1日         |
| 第105話 | イーブイとニンフィア！出会いと再会！                   | 米村正二   | 齋藤徳明   | ウヱノ史博          | 篠原隆 | 4月8日         |
| 第106話 | 新番組！ロケット団ないしょ王国ラジオ!!                 | 赤尾でこ   | 尼野浩正   | 野田泰宏            | 山崎玲愛 柳原好貴 | 4月15日        |
| 第107話 | 助けて、ワンパチのアニキ！                             | 柿原優子   | 齋藤徳明   | 門田英彦            | 谷澤泰史 kwon yong sang | 4月22日        |
| 第108話 | ルカリオとゲッコウガ！運命の波導!!                     | 面出明美   | 齋藤徳明   | 碇由衣              | 柳原好貴 新岡浩美 清水 | 4月29日        |
| 第109話 | VSキバナ！マスターズエイトをかけた戦い!!               | 面出明美   | 尼野浩正   | ウヱノ史博          | 篠原隆 | 5月6日         |
| 第110話 | 裏切りのバトルロイヤル！                               | 土屋理敬   | 尼野浩正   | 佐々木純人          | 古池敏也 五十嵐俊介 Kプロダクション 中矢利子 小川智樹                                                                                    | 5月13日        |
| 第111話 | モーンとリーリエ、雪原の再会                           | 松井亜弥   | 冨安大貴   | 牧野吉高            | 伊藤京子 山崎玲愛 倉員千晶 | 5月20日        |
| 第112話 | 凱旋！アローラチャンピオン!!                           | 松井亜弥   | 齋藤徳明   | 又野弘道            | 新城真 升谷有希 | 5月27日        |
| 第113話 | ラストミッション！レジエレキ・レジドラゴをゲットせよ!! | 米村正二   | 齋藤徳明   | 小柴純弥            | 柳原好貴 大西雅也 | 6月3日         |
| 第114話 | 炎の特訓バトル！サトシ対シンジ!!                       | 冨岡淳広   | 浅田裕二   | 浅田裕二            | 岩根雅明 志村泉 | 6月10日        |
| 第115話 | 開幕！マスターズトーナメント!!                         | 冨岡淳広   | 齋藤徳明   | ウヱノ史博          | 倉員千晶 新岡浩美 中矢利子 小川智樹 酒井裕未 辻早智子                                                                                    | 6月17日        |
| 第116話 | チャンピオンの誇り！ワタルVSカルネ!!                   | 冨岡淳広   | 尼野浩正   | 碇由衣              | 清水和也 yu tianxiang GU YINQIU HANG XINHUA 柳原好貴 濱中章太郎 伊藤京子 山崎玲愛                                                        | 7月8日         |
| 第117話 | VSシロナ！アイリス、ドラゴンマスターへの道!!           | 冨岡淳広   | 齋藤徳明   | ウヱノ史博          | 篠原隆 | 7月15日        |
| 第118話 | サトシ出陣！VSダイゴ!!                                 | 冨岡淳広   | 尼野浩正   | 興満録助            | 山崎玲愛 伊藤京子 中矢利子 | 7月22日        |
| 第119話 | コハルとイーブイ しんかのきせき                        | （総集編） | （総集編） | （総集編）          | （総集編） | 7月29日        |
| 第120話 | コハルとイーブイ、可能性は無限大！                     | 松井亜弥   | 永島昭子   | 大和田淳 佐々木純人 | 古池敏也 五十嵐俊介 Kプロダクション 中矢利子 柳原好貴 山崎玲愛 倉員千晶 酒井裕未                                                         | 8月5日         |
| 第121話 | 最高潮始動！サトシのマスターズトーナメント!!           | （総集編） | （総集編） | （総集編）          | （総集編） | 8月12日        |
| 第122話 | セミファイナルⅠ「圧勝」                                | 冨岡淳広   | 尼野浩正   | 野田泰宏            | 山崎玲愛 大西雅也 柳原好貴 中矢利子 | 8月26日        |
| 第123話 | セミファイナルⅡ「幻惑」                                | 冨岡淳広   | 尼野浩正   | 太田彬彦            | 柳原好貴 濱中章太郎 大山愛子 中村季実代                                                                                                  | 9月2日         |
| 第124話 | セミファイナルⅢ「武勇」                                | 冨岡淳広   | 浅田裕二   | 浅田裕二            | 岩根雅明 志村泉 | 9月9日         |
| 第125話 | セミファイナルⅣ「衝撃」                                | 冨岡淳広   | 齋藤徳明   | 沼山茉由            | 大豆一博 | 9月16日        |
| 第126話 | GO FOR DREAM！ゴウ、夢への道!!                         | （総集編） | （総集編） | （総集編）          | （総集編） | 9月23日        |
| 第127話 | ゴウとエースバーン！はじまりの場所!!                   | 土屋理敬   | 興満録助   | 門田英彦            | 谷澤泰史 武口憲司 kwon yong sang | 9月30日        |
| 第128話 | 最高潮！決戦前夜サトシVSダンデ!!                       | （総集編） | （総集編） | （総集編）          | （総集編） | 10月14日       |
| 第129話 | ファイナルⅠ「激流」                                    | 冨岡淳広   | 清水聡     | 小柴純弥            | 倉員千晶 広岡トシヒト 中矢利子 | 10月21日       |
| 第130話 | ファイナルⅡ「翻弄」                                    | 冨岡淳広   | 尼野浩正   | ウヱノ史博          | 篠原隆 | 10月28日       |
| 第131話 | ファイナルⅢ「最強」                                    | 冨岡淳広   | 浅田裕二   | 浅田裕二            | 岩根雅明 志村泉 中矢利子 | 11月4日        |
| 第132話 | ファイナルⅣ「相棒」                                    | 冨岡淳広   | 冨安大貴   | 大賀まこと 森山愛弓 | 安田周平 | 11月11日       |
| 第133話 | プロジェクト・ミュウ                                   | 米村正二   | 齋藤徳明   | 牧野友映            | 岡昭彦 | 11月25日       |
| 第134話 | つかみとる未来！                                       | 米村正二   | 尼野浩正   | 太田彬彦            | 大西雅也 大山愛子 中村季実代 小川智樹 中矢利子 濱中章太郎 酒井裕未 伊藤京子                                                              | 12月2日        |
| 第135話 | ポケモン！きみにあえてよかった！                       | 米村正二   | 浅田裕二   | 浅田裕二            | 岩根雅明 | 12月9日        |
| 第136話 | サトシとゴウ！あらたなる旅立ち!!                       | 米村正二   | 湯山邦彦   | 大和田淳            | 柳原好貴 山崎玲愛 | 12月16日       |

放送休止
- 2021年
  - 1月1日、12月31日は年末年始特別編成のため休止。
  - 3月26日は『やりすぎ都市伝説』（18:59 - 22:03）放送のため休止。
  - 4月2日は『デカ盛りハンター』（19:00 - 21:48）放送のため休止。
  - 7月9日は『所さんのそこんトコロ』（19:00 - 20:44 (第1部)、20:50 - 21:54 (第2部)）放送のため休止。
  - 8月6日は『東京オリンピック スポーツクライミング女子決勝』（17:00 - 22:48）放送のため休止。
  - 9月24日は『やりすぎ都市伝説』（19:00 - 21:48）放送のため休止。
  - 10月15日は『デカ盛りハンター』（18:55 - 19:55）放送のため休止。
  - 11月26日は『世界卓球2021』（18:25 - 19:55）放送のため休止。
- 2022年
  - 1月7日・7月1日は『デカ盛りハンター』（18:55 - 19:55）放送のため休止。
  - 3月25日は『デカ盛りハンター』（19:00 - 21:48）放送のため休止。
  - 6月24日は『最強!衝撃映像106連発!!3118本見た中から超厳選!ランキング』（19:00 - 21:48）放送のため休止。
  - 8月19日は『ソニック・ザ・ムービー』（17:55 - 19:55）の地上波初放送のため休止。
  - 10月7日は『デカ盛りハンター』（18:55 - 20:25）放送のため休止。
  - 11月18日は『劇場版ポケットモンスター ココ』（17:55 - 19:55）の地上波初放送のため本編は休止。

特番編成
- 2023年1月6日は『ポケットモンスター めざせポケモンマスター 特別編』（18:55 - 19:25）を放送。

| 話数    | サブタイトル                         | 脚本     | 絵コンテ | 演出                | 作画監督                                  | 初放送日       |
| ------- | ------------------------------------ | -------- | -------- | ------------------- | ----------------------------------------- | -------------- |
| 第137話 | はじまりのかぜ！むげんのみち!!       | 冨岡淳広 | 尼野浩正 | ウヱノ史博          | 篠原隆                                    | 2023年 1月13日 |
| 第138話 | サトシVSカスミ！うみべのいっきうち!! | 冨岡淳広 | 中田誠   | 中田誠              | 伊藤京子 大西雅也                         | 1月20日        |
| 第139話 | タケシとデントともりのまじょ！       | 米村正二 | 浅田裕二 | 浅田裕二            | 岩根雅明 志村泉                           | 1月27日        |
| 第140話 | ツンベアーのためいき！               | 冨岡淳広 | 齋藤徳明 | 大賀まこと 森山愛弓 | 倉員千晶 柳原好貴 中矢利子 小川智樹       | 2月3日         |
| 第141話 | もえよ！ゼニガメしょうぼうだん!!     | 土屋理敬 | 尼野浩正 | 又野弘道            | 新城真 升谷有希                           | 2月10日        |
| 第142話 | そして、おなじ月をみている！         | 米村正二 | 中田誠   | 小柴純弥            | 安田周平                                  | 2月17日        |
| 第143話 | ラプラスにのって♪                    | 冨岡淳広 | 齋藤徳明 | 向山鶴美            | 岡昭彦                                    | 2月24日        |
| 第144話 | ジュペッタのさがしもの！             | 土屋理敬 | 野田泰宏 | 野田泰宏            | 大西雅也 広岡トシヒト 服部奈津美 倉員千晶 | 3月3日         |
| 第145話 | 逆襲のロケット団！                   | 冨岡淳広 | 尼野浩正 | ウヱノ史博          | 篠原隆                                    | 3月10日        |
| 第146話 | サトシとラティオス！                 | 冨岡淳広 | 尼野浩正 | 尼野浩正            | 岩根雅明 志村泉                           | 3月17日        |
| 第147話 | 虹とポケモンマスター！               | 冨岡淳広 | 尼野浩正 | 中田誠              | 柳原好貴 倉員千晶                         | 3月24日        |

## 社会的出来事に伴う影響
2020年4月19日に、新型コロナウイルス感染症（COVID-19）の流行の影響で制作作業の一部が見合わせとなったことにより、テレビ東京系列において同年4月26日放送分以降、しばらくは本作の再放送になることが発表された。これに伴い、第23話「大パニック!サクラギパーク!」以降の放送は事実上の延期となり、データ放送も放送再開まで休止となった。放送中のシリーズが本放送中に再放送されるのはこれが初となる。
その後5月31日に、制作作業の再開と第23話以降の放送が6月7日から再開されることが発表された。

## 派生作品

### Webアニメ
『ポケットモンスター 神とよばれし アルセウス』が2022年1月21日・28日にAmazon Prime Videoにて配信。ゲーム『Pokémon LEGENDS アルセウス』の発売を記念したエピソードとなる。スタッフの多くはテレビシリーズと共通である。
本作においては「DP」時代のBGMが採用されている。アレンジではないPIKACHU RECORDS時代のBGMが使用されるのはテレビシリーズや映画では前例のない事例である（PIKACHU RECORDS時代のBGMがアレンジして使用されること自体は『キミにきめた!』『みんなの物語』などで前例がある）。
時系列は本編第90話以降であり、タケシとギンガ団が再登場している。

#### スタッフ
通常放送と異なるスタッフのみ記載。
- プロデューサー - 關口彩香、工藤雄介、工藤康平
- 脚本 - 冨岡淳広
- 監督、絵コンテ・演出 - 浅田裕二
- 作画監督 - 岩根雅明、志村泉
- OP絵コンテ - でんさおり（第2話 - 第4話）
- ポケモン設定 - 一石小百合、松原徳弘
- ゲスト設定 - 海老沢咲希、川合彩香、左加田愛子、岩根雅明
- 題字 - 中野真梨奈
- ビデオ編集 - IMAGICA、五十嵐直、宮本隼跳、西部育
- 一部原曲・作曲 - 増田順一、一之瀬剛（第1話・第3話・第4話）、佐藤仁美（第1話・第2話）
- 一部音楽・作曲 - 宮崎慎二、依田和夫（第1話）
- アシスタントプロデューサー - 黛岳良
- 設定制作 - 新開彩絵

#### 主題歌
本作ではBGMのみとなっている。
『ポケットモンスターBGM』
- 作曲・編曲 - 宮崎慎二（オープニング）
- 作曲 - 増田順一、編曲 - 林ゆうき（エンディング）

#### 各話リスト
| 話数  | サブタイトル                         | 配信日         |
| ----- | ------------------------------------ | -------------- |
| 第1話 | サトシとゴウ！シンオウフェスにゴー!! | 2022年 1月21日 |
| 第2話 | ヒードラン爆進!!                     | 2022年 1月21日 |
| 第3話 | テンガン山の大熱戦!!                 | 1月28日        |
| 第4話 | 奇跡の輝き！シンオウ伝説！           | 1月28日        |

### 特別編
『ポケットモンスター 遥かなる青い空』が2022年12月23日に放送された。
テレビシリーズ本編とは直接的な関連のないオリジナルストーリー。サトシは一人で旅をしており、服装も無印編のものとなっている。
本作では、劇場版『ココ』以来にサトシの父親について言及されており、初期から携わっているスタッフが多く参加している。

#### スタッフ
本編と異なるスタッフのみ記載。
- ストーリー原案・監督・絵コンテ - 湯山邦彦
- 脚本 - 米村正二
- アニメーションコーディネーター - 吉川兆二
- キャラクターデザイン - 一石小百合、安田周平
- 美術監督 - 高尾克己
- 音楽 - 宮崎慎二
- プロデューサー - 關口彩香、工藤雄介、田畑比菜
- 演出 - 浅田裕二
- 作画監督 - 岩根雅明、志村泉
- 総作画監督 - 広岡トシヒト
- ゲスト設定 - 海老沢咲希、辻早智子
- ナレーション - 石塚運昇[注 23]
- 一部原曲・作曲 - 増田順一、一之瀬剛、足立美奈子、景山将太、佐藤仁美
- 一部音楽・作曲 - 多田彰文
- アシスタントプロデューサー - 福田浩平（テレビ東京）、郷浩樹